# Automobiles Martini
Pour les articles homonymes, voir Martini.
Automobiles Martini est un fabricant de voitures de course français fondé par Renato Tico Martini et basé à Magny-Cours dans la Nièvre.

## Historique

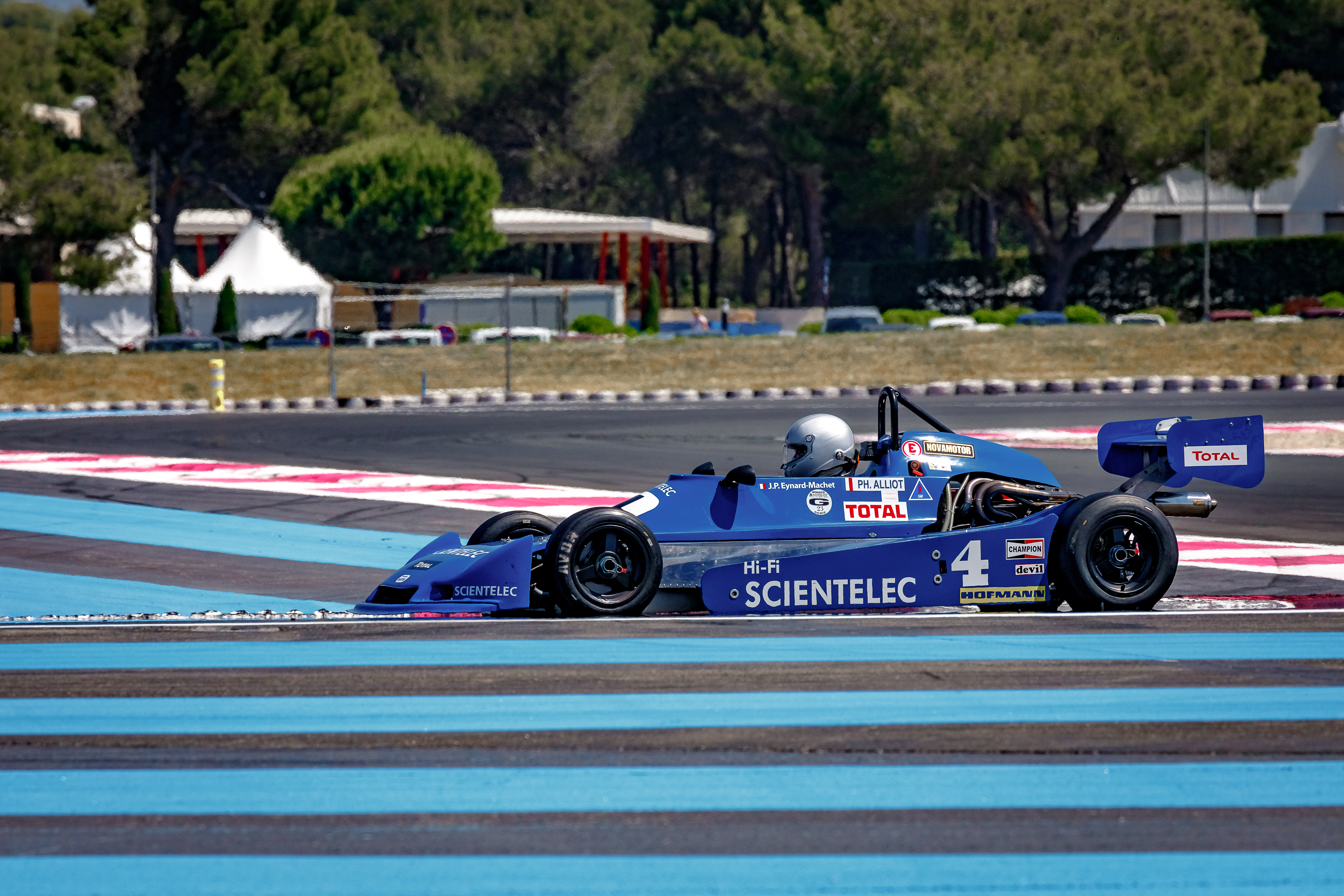
La Martini MK31 à moteur Toyota en 1980.

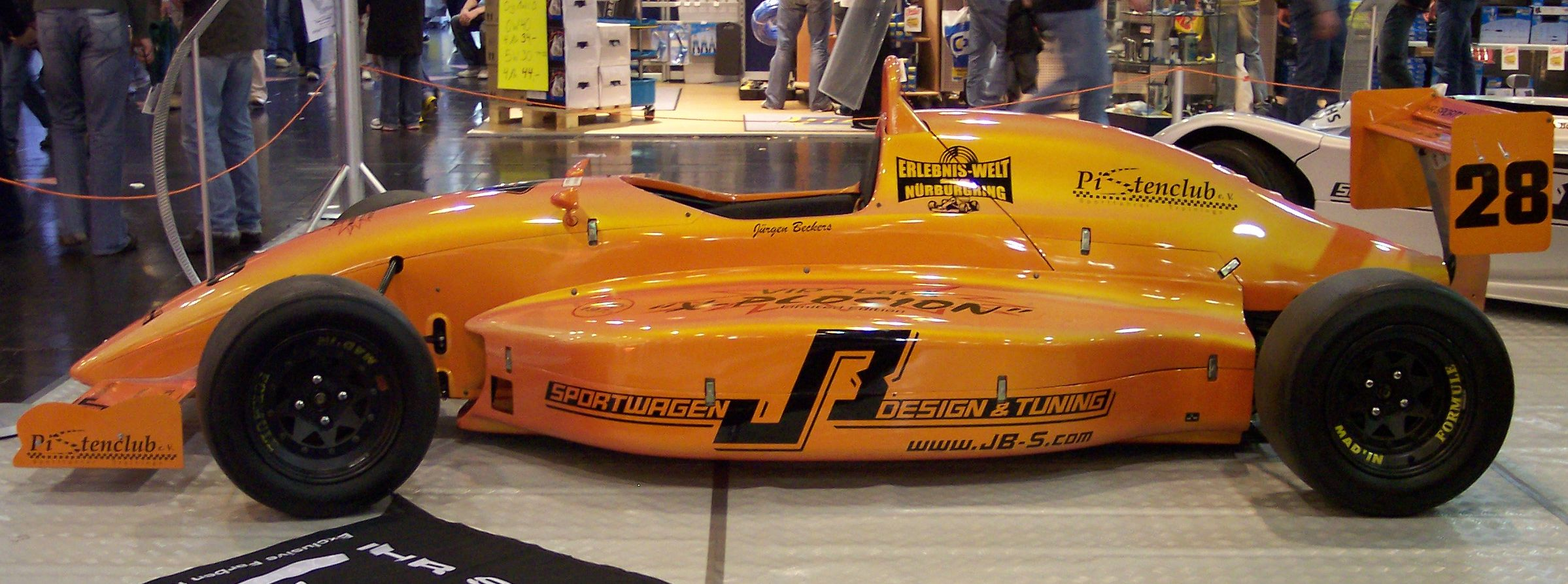
La Formule Renault MK71 de 1995

Tico Martini s'est principalement illustré en Formule 2. Il a aussi construit une monoplace de Formule 1, la MK23 pilotée par le Grenoblois René Arnoux en Grands Prix en 1978.
Ses autos portent l'appellation « MK » pour « Martini-Knight », du nom des frères Knight qui créèrent l'école de pilotage Winfield à Magny-Cours, laquelle révéla toute une génération de jeunes espoirs du sport automobile, comme Alain Prost, ou Bernard Béguin.
En 2004, Guy Ligier devient actionnaire majoritaire. Martini et Ligier réalisent de petits prototypes du groupe CN destinés aux courses d'endurance comme les épreuves du championnat VdeV d'Eric Van de Wyver.
Après l'annonce de la création de la nouvelle catégorie LMP3 par l'ACO, Onroak Automotive, le département constructeur de OAK Racing, s'associe avec Ligier et Martini pour offrir une gamme complète de prototypes : CN, LMP3, LMP2 et LMP1.

## Palmarès
- Un titre en Formule France en 1970 avec François Lacarrau
- Vingt et une fois champion de France de Formule Renault de 1975 à 1997 avec des pilotes comme Alain Prost, Eric Bernard, Erik Comas, Olivier Panis et Stéphane Sarrazin
- Deux titres en Challenge Européen de Formule Renault en 1973 et 1974 avec René Arnoux et Didier Pironi
- Trois titres en Formule Renault Europe en 1975, 1976, 1977 avec René Arnoux, Didier Pironi et Alain Prost
- Dix fois champion de France de Formule 3 entre 1973 et 1999 avec des pilotes comme Jacques Laffite, Alain Prost ou Sébastien Bourdais
- Deux fois champion de Suisse de Formule 3 en 1987 et 1988 avec Jakob Bordoli
- Champion d'Italie de Formule 3 en 1981 avec Eddy Bianchi
- Champion d'Allemagne de Formule 3 en 1985 avec Volker Weidler
- Deux fois champion d'Europe de Formule 3 en 1979 avec Alain Prost et en 1984 avec Ivan Capelli
- Deux fois champion d'Europe de Formule 2 en 1975 avec Jacques Laffite et en 1977 avec René Arnoux
- Vingt fois champion de France de la montagne de 1979 à 1999 avec des pilotes comme Guy Fréquelin, Marc Sourd ou Marcel Tarrès
- Champion de Suisse de la montagne avec Fredy Amweg
- Champion des États-Unis de Formule Super Vee en 1986 avec Didier Theys
- Champion VdeV en 2008 avec la Ligier JS49 pilotée par Julien Schell et David Caussanel.

## Résultats en championnat du monde de Formule 1
| Saison | Écurie              | Châssis      | Moteur           | Pneus    | Pilotes     | Grands Prix disputés | Pole positions | Meilleurs tours | Victoires | Points inscrits | Classement |
| ------ | ------------------- | ------------ | ---------------- | -------- | ----------- | -------------------- | -------------- | --------------- | --------- | --------------- | ---------- |
| 1978   | Automobiles Martini | Martini MK23 | Ford-Cosworth V8 | Goodyear | René Arnoux | 9 (4 départs)        | 0              | 0               | 0         | 0               | 16e        |

| Saison | Écurie              | Châssis      | Moteur              | Pneumatiques | Pilotes     | Courses | Courses | Courses | Courses | Courses | Courses | Courses | Courses | Courses | Courses | Courses | Courses | Courses | Courses | Courses | Courses | Points inscrits | Classement |
| Saison | Écurie              | Châssis      | Moteur              | Pneumatiques | Pilotes     | 1       | 2       | 3       | 4       | 5       | 6       | 7       | 8       | 9       | 10      | 11      | 12      | 13      | 14      | 15      | 16      | Points inscrits | Classement |
| ------ | ------------------- | ------------ | ------------------- | ------------ | ----------- | ------- | ------- | ------- | ------- | ------- | ------- | ------- | ------- | ------- | ------- | ------- | ------- | ------- | ------- | ------- | ------- | --------------- | ---------- |
| 1978   | Automobiles Martini | Martini MK23 | Ford-Cosworth DFVV8 | Goodyear     |             | ARG     | BRÉ     | AFS     | USW     | MON     | BEL     | ESP     | SUÈ     | FRA     | GBR     | ALL     | AUT     | P-B     | ITA     | USE     | CAN     | 0               | 16e        |
| 1978   | Automobiles Martini | Martini MK23 | Ford-Cosworth DFVV8 | Goodyear     | René Arnoux |         |         | Nq      |         | Npq     | 9e      | Forf    |         | 14e     | Forf    | Npq     | 9e      | Abd     |         |         |         | 0               | 16e        |

Légende : ici 

## Modèles

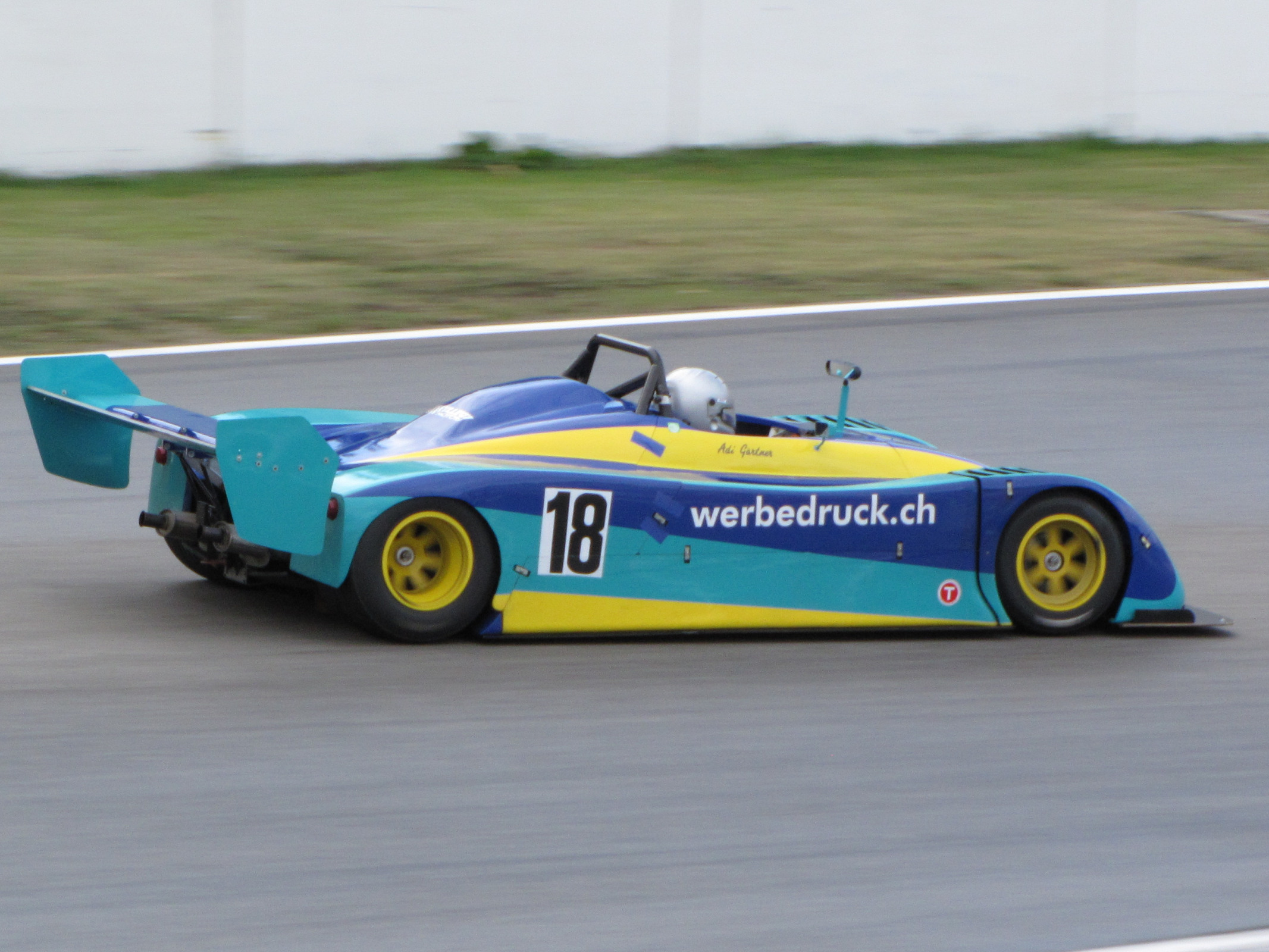
Martini MK66
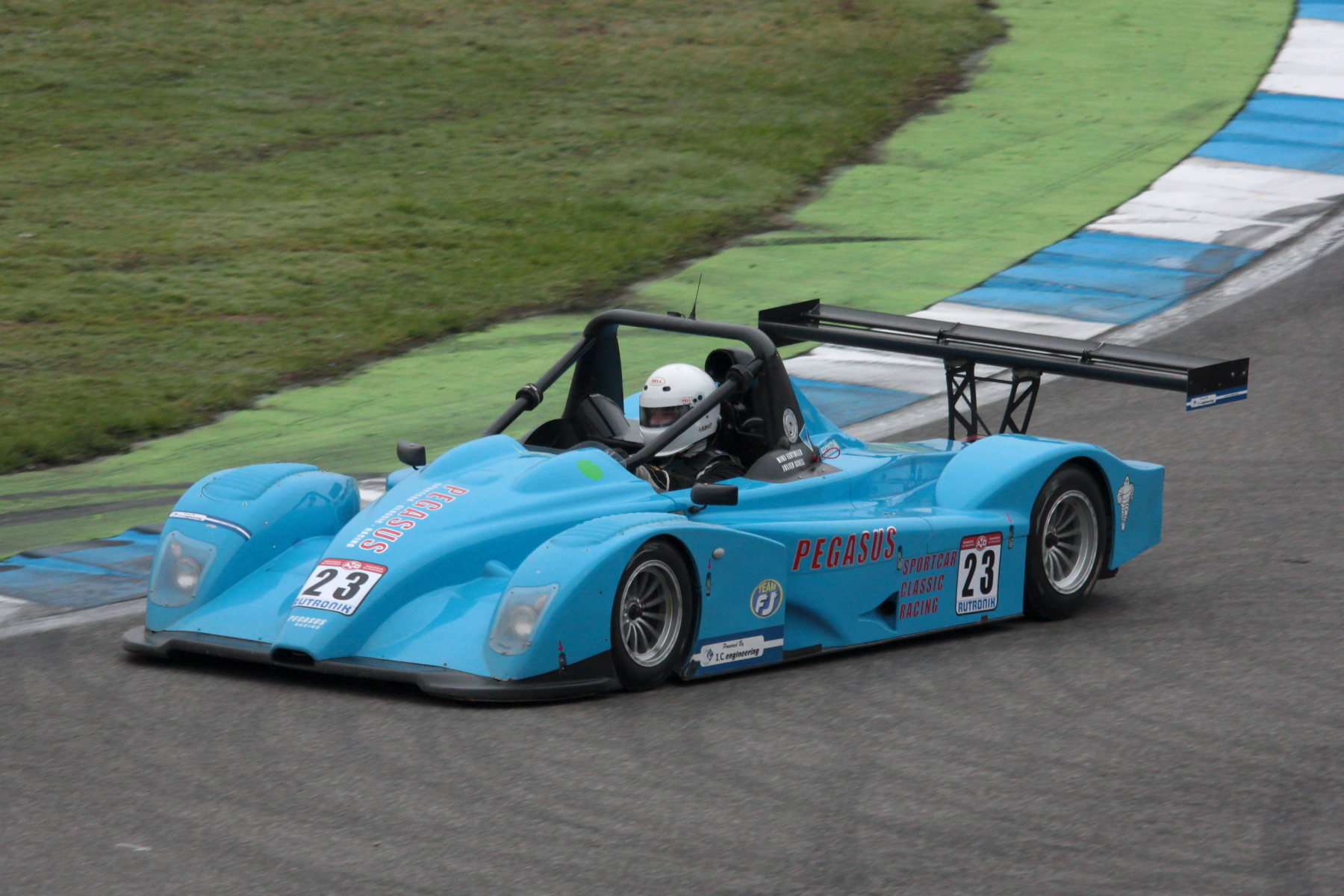
Ligier JS51
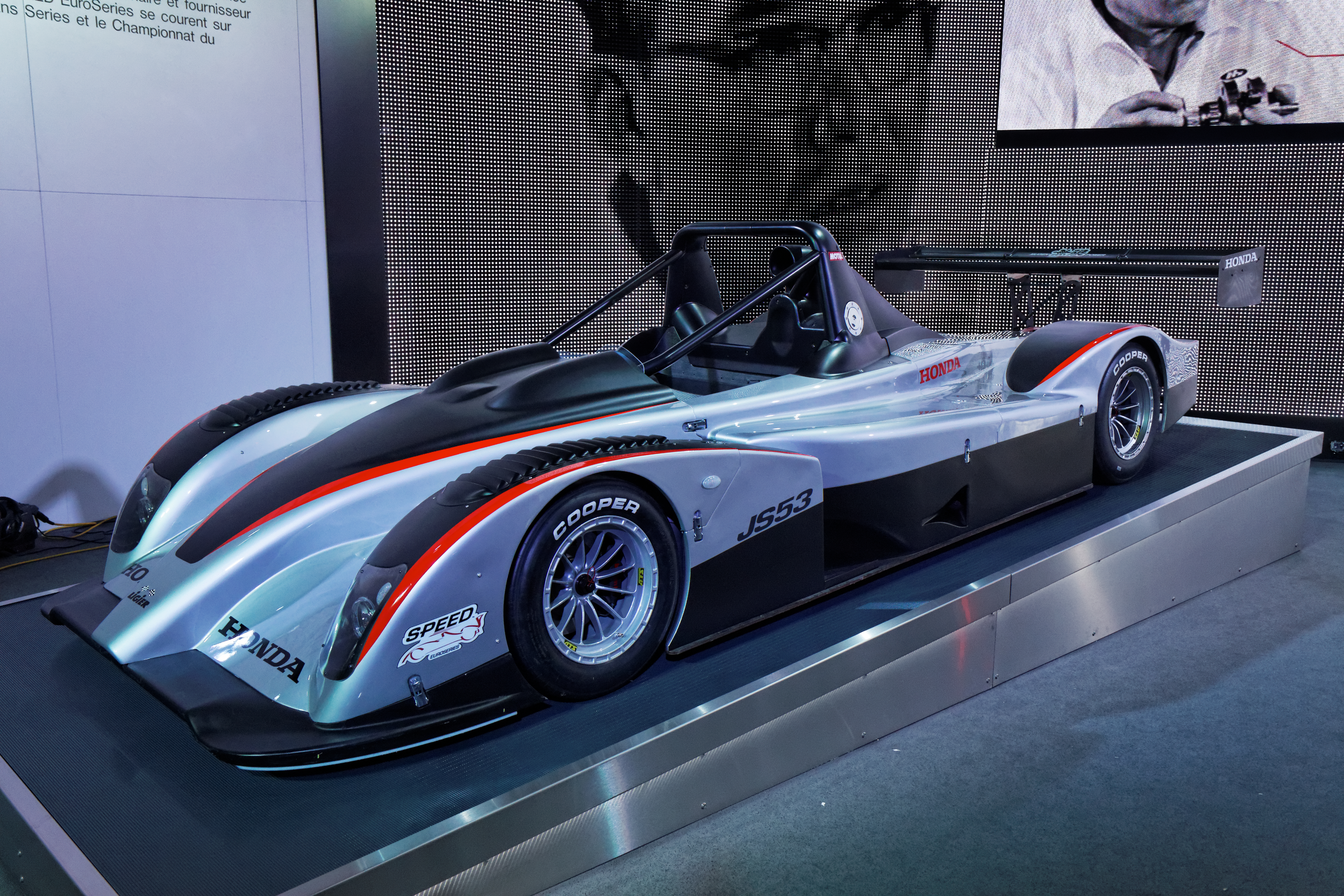
Ligier JS53

|                                 |
| Martini MK12 de Jacques Laffite |

|                                 |
| Martini MK12 de Jacques Laffite |

|                     |
| Martini MK31-Toyota |

|                     |
| Martini MK31-Toyota |

|                         |
| Martini MK37-Alfa Romeo |

|                         |
| Martini MK37-Alfa Romeo |

|              |
| Martini MK66 |

|              |
| Martini MK66 |

|              |
| Martini MK71 |

|              |
| Martini MK71 |